# L'amante in città
L'amante in città (The Daytrippers) è un film indipendente del 1996 scritto e diretto da Greg Mottola.

## Trama
Quando scopre una lettera d'amore scritta a suo marito da un amante sconosciuto, la sconvolta Eliza si rivolge alla sua stretta famiglia di Long Island per consigli.

## Riconoscimenti
È stato presentato nella Settimana internazionale della critica al 49º Festival di Cannes.
- Festival del cinema americano di Deauville 1996: Grand Prix